# Skiflug-Weltmeisterschaft 2006

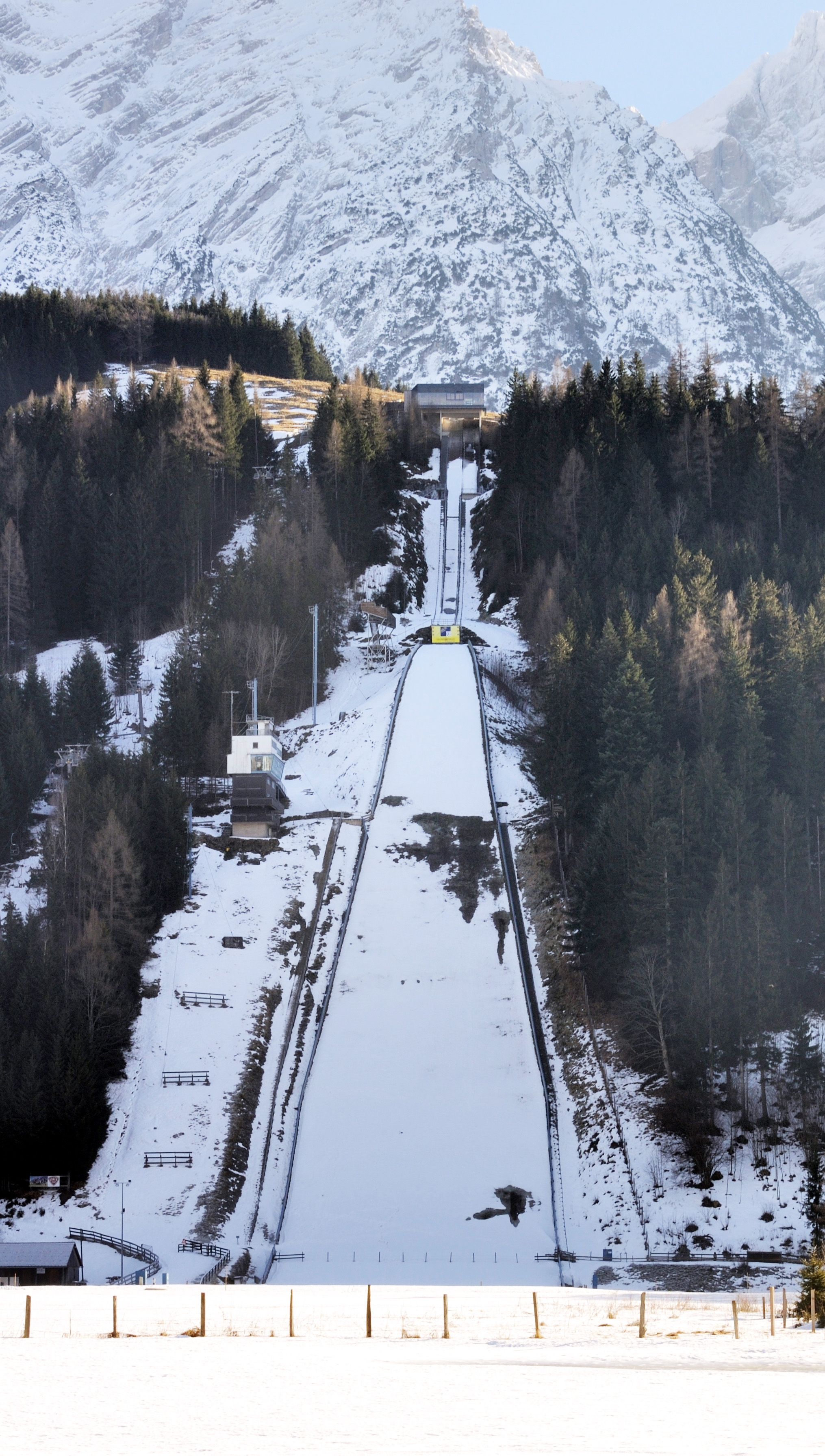
Skiflugschanze Kulm

Die Skiflug-Weltmeisterschaft 2006 wurde vom Weltskiverband FIS vom 12. bis zum 15. Januar am Kulm in Bad Mitterndorf/Tauplitz veranstaltet. Neben dem Einzelwettbewerb, der aus vier an zwei Tagen abgehaltenen Durchgängen bestand, wurde auch ein Teamwettbewerb veranstaltet.
Den Einzelwettbewerb konnte der Titelverteidiger Roar Ljøkelsøy aus Norwegen vor den beiden Österreichern Andreas Widhölzl und Thomas Morgenstern gewinnen. Den Teamwettbewerb konnte das Norwegische Team für sich entscheiden, die Plätze zwei und drei gingen an Finnland und Deutschland.

## Teilnehmer
Zur Weltmeisterschaft traten 52 Sportler aus 17 Ländern an (in Klammern Anzahl Sportler):
| - Deutschland (4) - Estland (2) - Finnland (4) - Frankreich (2) - Japan (3) - Norwegen (5) - Österreich (4) - Polen (4) - Russland (4) | - Schweden (2) - Schweiz (4) - Slowakei (1) - Slowenien (4) - Südkorea (2) - Tschechien (4) - Vereinigte Staaten (1) - Belarus (2) |

In der am 12. Januar ausgetragenen Qualifikation wurde das Starterfeld auf 40 Springer aus 14 Ländern reduziert. Nach dem ersten Wertungsdurchgang wurde abermals auf 30 Springer aus 11 Ländern reduziert. Zum Team-Wettbewerb stellten neun Nationen eine aus je vier Springern bestehende Mannschaft.

## Einzelwettbewerb
| Platz | Name                | Land        | Punkte |
| ----- | ------------------- | ----------- | ------ |
| 01    | Roar Ljøkelsøy      | Norwegen    | 788,0  |
| 02    | Andreas Widhölzl    | Österreich  | 762,4  |
| 03    | Thomas Morgenstern  | Österreich  | 752,2  |
| 04    | Martin Koch         | Österreich  | 741,8  |
| 05    | Michael Uhrmann     | Deutschland | 721,3  |
| 06    | Andreas Küttel      | Schweiz     | 719,0  |
| 07    | Jakub Janda         | Tschechien  | 717,1  |
| 08    | Janne Ahonen        | Finnland    | 715,8  |
| 09    | Janne Happonen      | Finnland    | 714,6  |
| 10    | Bjørn Einar Romøren | Norwegen    | 707,4  |
| 11    | Matti Hautamäki     | Finnland    | 702,0  |
| 12    | Tommy Ingebrigtsen  | Norwegen    | 701,1  |
| 13    | Michael Neumayer    | Deutschland | 689,2  |
| 14    | Andreas Kofler      | Österreich  | 681,8  |
| 15    | Robert Kranjec      | Slowenien   | 678,5  |
| 16    | Dmitri Wassiljew    | Russland    | 673,5  |
| 17    | Henning Stensrud    | Norwegen    | 668,0  |
| 18    | Tami Kiuru          | Finnland    | 662,7  |
| 19    | Robert Mateja       | Polen       | 652,1  |
| 20    | Adam Małysz         | Polen       | 636,2  |
| 21    | Alexander Herr      | Deutschland | 628,5  |
| 22    | Georg Späth         | Deutschland | 625,2  |
| 23    | Simon Ammann        | Schweiz     | 623,8  |
| 24    | Michael Möllinger   | Schweiz     | 621,6  |
| 25    | Jernej Damjan       | Slowenien   | 616,6  |
| 26    | Primož Peterka      | Slowenien   | 605,7  |
| 27    | Rok Benkovič        | Slowenien   | 605,1  |
| 28    | Jan Matura          | Tschechien  | 594,9  |
| 29    | David Lazzaroni     | Frankreich  | 562,8  |
| 30    | Kim Hyun-ki         | Südkorea    | 533,5  |

Nach dem ersten Durchgang ausgeschiedene Springer
| Platz | Springer         | Land       | Note  |
| ----- | ---------------- | ---------- | ----- |
| 31    | Sigurd Pettersen | Norwegen   | 147,1 |
| 32    | Ildar Fatkullin  | Russland   | 138,9 |
| 33    | Martin Mesík     | Slowakei   | 135,8 |
| 34    | Alan Alborn      | USA        | 134,7 |
| 35    | Kamil Stoch      | Polen      | 129,9 |
| 36    | Antonín Hájek    | Tschechien | 116,4 |
| 37    | Stefan Hula      | Polen      | 114,6 |
| 38    | Jens Salumäe     | Estland    | 111,3 |
| 39    | Denis Kornilow   | Russland   | 111,1 |
| 40    | Emmanuel Chedal  | Frankreich | 077,4 |

Nach der Qualifikation ausgeschiedene Springer
| Platz | Springer          | Land       | Note  |
| ----- | ----------------- | ---------- | ----- |
| 41    | Yūta Watase       | Japan      | 141,0 |
| 42    | Pjotr Tschaadajew | Belarus    | 140,1 |
| 43    | Maksim Anissimau  | Belarus    | 138,2 |
| 44    | Choi Heung-chul   | Südkorea   | 131,6 |
| 45    | Borek Sedlák      | Tschechien | 125,8 |
| 46    | Jaan Jüris        | Estland    | 123,3 |
| 47    | Isak Grimholm     | Schweden   | 121,8 |
| 48    | Taku Takeuchi     | Japan      | 121,6 |
| 49    | Dmitri Ipatow     | Russland   | 120,6 |
| 50    | Jakob Grimholm    | Schweden   | 117,5 |
| 51    | Keita Umezaki     | Japan      | 112,4 |
| 52    | Guido Landert     | Schweiz    | 084,7 |

Datum:

1. Durchgang: 13. Januar 2006, 13:55 – 15:55 Uhr

2. Durchgang: 13. Januar 2006, 16:10 – 16:42 Uhr

3. Durchgang: 14. Januar 2006, 13:45 – 14:18 Uhr

4. Durchgang: 14. Januar 2006, 14:43 – 15:27 Uhr
Nach dem ersten Durchgang lag der Österreicher Andreas Widhölzl in Front, doch bereits im zweiten Durchgang konnte der Titelverteidiger Roar Ljøkelsøy aus Norwegen die Führung übernehmen, die er bis zum Ende der Meisterschaft hielt. Den weitesten Flug zeigte der Österreicher Thomas Morgenstern mit 210,5 m im vierten Durchgang.

## Teamwettbewerb
| Platz | Land        | Springer                                                          | Punkte |
| ----- | ----------- | ----------------------------------------------------------------- | ------ |
| 01    | Norwegen    | Bjørn Einar Romøren Lars Bystøl Tommy Ingebrigtsen Roar Ljøkelsøy | 1497,9 |
| 02    | Finnland    | Janne Happonen Tami Kiuru Matti Hautamäki Janne Ahonen            | 1477,2 |
| 03    | Deutschland | Michael Neumayer Georg Späth Alexander Herr Michael Uhrmann       | 1374,0 |
| 04    | Österreich  | Martin Koch Thomas Morgenstern Andreas Kofler Andreas Widhölzl    | 1290,6 |
| 05    | Slowenien   | Jernej Damjan Rok Benkovič Robert Kranjec Primož Peterka          | 1252,2 |
| 06    | Schweiz     | Andreas Küttel Michael Möllinger Guido Landert Simon Ammann       | 1225,9 |
| 07    | Russland    | Ildar Fatkullin Dmitri Wassiljew Denis Kornilow Dmitri Ipatow     | 1154,7 |
| 08    | Tschechien  | Antonín Hájek Borek Sedlák Jan Matura Jakub Janda                 | 0934,8 |
| 09    | Polen       | Adam Małysz Stefan Hula Kamil Stoch Robert Mateja                 | 0453,7 |

Datum:

1. Durchgang: 15. Januar 2006, 13:45 – 15:20 Uhr

2. Durchgang: 15. Januar 2006, 15:28 – 16:19 Uhr
Das im Vorfeld favorisierte Team aus Österreich erreichte nur einen vierten Platz, nachdem Andreas Kofler im ersten Durchgang bei nur 95 Metern landete. Die weitesten Flüge zeigte der Slowene Robert Kranjec, der in beiden Durchgängen je 207,0 m erreichte.

## Medaillenspiegel
| Platz | Land        | Gold | Silber | Bronze | Gesamt |
| ----- | ----------- | ---- | ------ | ------ | ------ |
| 1.    | Norwegen    | 2    | 0      | 0      | 2      |
| 2.    | Österreich  | 0    | 1      | 1      | 2      |
| 3.    | Finnland    | 0    | 1      | 0      | 1      |
| 4.    | Deutschland | 0    | 0      | 1      | 1      |